# Blerim Džemaili
Blerim Džemaili (maced. Блерим Џемаили, alb. Blerim Xhemajli, wym. [blɛɾim dʒɛmajli], ur. 12 kwietnia 1986 w Tetowie) – szwajcarski piłkarz grający na pozycji defensywnego pomocnika.

## Kariera klubowa
Džemaili pochodzi z rodziny albańskiej i urodził się w macedońskim mieście Tetowo (wówczas Jugosławia). Jeszcze jako młody chłopiec wyjechał z rodzicami z kraju i osiedlił się w Szwajcarii. Tam zaczął kopać piłkę w małym klubie FC Oerlikon. W 1996 roku trafił do FC Unterstrass, a w 2000 do SC Young Fellows Juventus z Zurychu. W 2003 roku został zawodnikiem innego klubu z rego miasta, FC Zürich. W lidze zadebiutował wcześnie bo w wieku 17 lat i już wtedy stał się zawodnikiem pierwszego składu FC. W swoim debiutanckim sezonie zajął 4. miejsce w lidze, ale już w 2006 roku Zurych nie miał sobie równych w lidze i wywalczył pierwsze od 15 lat mistrzostwo Szwajcarii. Rok później Blerim wystąpił w meczach 2. rundy eliminacyjnej do Ligi Mistrzów, ale szwajcarski klub uległ w dwumeczu Red Bull Salzburg i odpadł z dalszej rywalizacji. W tym samym sezonie obronił jednak mistrzostwo kraju, które było drugim w karierze Blerima.
Jeszcze 9 lutego 2007 Džemaili podpisał przedwstępny kontrakt z Boltonem Wanderers, a latem na zasadzie wolnego transferu ostatecznie przeszedł do tej drużyny. Przez kontuzję Džemaili nie zaliczył debiutu w barwach Boltonu, natomiast latem 2008 roku został wypożyczony do Torino FC. Po sezonie działacze włoskiego klubu za 2 miliony euro wykupili piłkarza na stałe. 31 sierpnia 2009 wypożyczyli go natomiast do Parmy. W latach 2011–2014 grał w SSC Napoli. Z kolei latem 2014 przeszedł do Galatasaray SK.
| Sezon   | Klub             | Kraj              | Rozgrywki            | Mecze | Bramki |
| ------- | ---------------- | ----------------- | -------------------- | ----- | ------ |
| 2003/04 | FC Zürich        | Szwajcaria        | Swiss Super League   | 30    | 2      |
| 2004/05 | FC Zürich        | Szwajcaria        | Swiss Super League   | 26    | 1      |
| 2005/06 | FC Zürich        | Szwajcaria        | Swiss Super League   | 32    | 3      |
| 2006/07 | FC Zürich        | Szwajcaria        | Swiss Super League   | 23    | 3      |
| 2007/08 | Bolton Wanderers | Anglia            | Premiership          | 0     | 0      |
| 2008/09 | Torino FC        | Włochy            | Serie A              | 30    | 0      |
| 2009/10 | FC Parma         | Włochy            | Serie A              | 19    | 1      |
| 2010/11 | FC Parma         | Włochy            | Serie A              | 30    | 1      |
| 2011/12 | SSC Napoli       | Włochy            | Serie A              | 28    | 3      |
| 2012/13 | SSC Napoli       | Włochy            | Serie A              | 34    | 7      |
| 2013/14 | SSC Napoli       | Włochy            | Serie A              | 24    | 6      |
| 2014/15 | Galatasaray SK   | Turcja            | Süper Lig            | 11    | 0      |
| 2015/16 | Genoa CFC        | Włochy            | Serie A              | 27    | 3      |
| 2016/17 | Bologna FC       | Włochy            | Serie A              | 31    | 8      |
| 2017    | Montreal Impact  | Stany Zjednoczone | Major League Soccer  | 22    | 7      |
| 2017/18 | Bologna FC       | Włochy            | Serie A              | 15    | 1      |
| 2018/19 | Bologna FC       | Włochy            | Serie A              | 30    | 2      |
| 2019/20 | Bologna FC       | Włochy            | Serie A              | 14    | 1      |
| 2020    | Shenzhen FC      | Chiny             | Chinese Super League | 0     | 0      |

## Kariera reprezentacyjna
W reprezentacji Szwajcarii Džemaili zadebiutował 1 marca 2006 roku w wygranym 3:1 towarzyskim meczu ze Szkocją. W tym samym roku został powołany przez selekcjonera Jakoba Kuhna do kadry na Mistrzostwa Świata w Niemczech, na których był tylko rezerwowym i nie zagrał tam ani razu.